# Никола (Иркутская область)
Никола — посёлок в Иркутском районе Иркутской области России. Входит в состав Листвянского муниципального образования.

## География
Посёлок находится на расстоянии примерно 57 км к юго-востоку от города Иркутск, административного центра района и области.

## Население
| 2002 | 2010 | 2011 | 2012 |
| ---- | ---- | ---- | ---- |
| 66   | ↗119 | ↗120 | →120 |

### Половой состав
По данным Всероссийской переписи, в 2010 году в посёлке проживало 119 человек (54 мужчины и 65 женщин).